# 18 mai 1927
Le mercredi 18 mai 1927 est le 138e jour de l'année 1927.

## Naissances
- Charles Humez (mort le 11 novembre 1979), boxeur français.
- François Nourissier (mort le 15 février 2011), écrivain français.
- Karékine II Kazanjian (mort le 10 mars 1998), 83e patriarche arménien de Constantinople. Il est élu à la tête du Patriarcat arménien de Constantinople.
- Karl Peglau (mort le 29 novembre 2009), psychologue de la circulation allemand
- Otto Voisard (mort le 11 mai 1992), industriel austro-allemand.
- Simon Zimny (mort le 3 avril 2007), footballeur français.
- Yoshio Tsuchiya (mort le 8 février 2017), acteur japonais.

## Décès
- Alphonse de la Mère des Douleurs (né le 7 février 1842),  carme déchaux belge, missionnaire en Inde et auteur spirituel.
- Nikifor Beguitchev (né le 19 février 1874), marin et explorateur polaire russe.
- René Estienne (né le 18 janvier 1900), explorateur français.

## Événements
- Attentat de Bath Consolidated School
- Création du Grauman's Chinese Theatre